# 1313년

## 연호
- 원(元) 황경(皇慶) 2년
- 일본(日本) 쇼와(正和) 2년
- 쩐 왕조(陳朝) 흥롱(興隆) 21년

## 기년
- 원(元) 인종(仁宗) 2년
- 고려(高麗) 충선왕(忠宣王) 복위 5년
- 쩐 왕조(陳朝) 영종(英宗) 21년

## 사건
- 11월 9일 - 신성 로마 제국 루트비히 4세가 사촌인 오스트리아의 프레데릭크 1세를 가멜스도르프 전투에서 패배시켰다.
- 충선왕이 아들 강릉대군 도에게 왕의 자리 물려주고 상왕이 됨.
- 만권당 설립.
- 충선왕의 아들 강릉대군이 왕위에 오름. 고려 27대 국왕 충숙왕.

## 탄생
- 6월 16일 - 이탈리아의 소설가·시인 조반니 보카치오
- 월일 미상 - 고려의 이달존(李達尊)

## 사망
- 음력 2월 5일 - 고려의 설경성(薛景成)
- 음력 7월 20일 - 고려의 조서(趙瑞)
- 8월 24일 - 신성 로마 제국의 황제 하인리히 7세
- 음력 10월 18일 - 고려의 유자우(庾自忄+禺)